# Querida Mamãe
Querida Mamãe é um filme brasileiro de 2018, do gênero drama, dirigido por Jeremias Moreira Filho e Dani Carneiro, baseado na peça de teatro homônima escrita por Maria Adelaide Amaral. Contou com Selma Egrei e Letícia Sabatella nos personagens protagonistas.

## Sinopse
Helô (Letícia Sabatella) é uma médica que se encontra presa em um casamento infeliz e vive uma conturbada relação com sua mãe Ruth (Selma Egrei). Em um dia de trabalho, ela atende Leda (Cláudia Missura), uma pintora que acaba de sofrer um acidente de carro, por quem ela se apaixona e desenvolve um romance. Seu novo relacionamento não é aprovado por sua família e muito menos por Ruth, o que vai dificultar ainda mais a relação das duas.

## Elenco
- Selma Egrei ... Ruth Silveira Queiroz
- Letícia Sabatella ... Dr. Heloísa Queiroz (Helô)
- Cláudia Missura ... Leda Amarante
- Bruna Carvalho ... Priscila Queiroz
- Marat Descartes ... Sérgio
- Graça de Andrade ... Cleusa
- Fernanda Viacava ... Elisabeth Queiroz (Beth)
- Genézio de Barros ... Dr. Evandro
- Amanda Magalhães ... Thaís
- Leandro Mazzini ... Murilo

## Produção
O filme é uma adaptação cinematográfica da obra Querida Mamãe, escrita por Maria Adelaide Amaral para o teatro. A direção foi de Jeremias Moreira Filho e Dani Carneiro, sendo sua primeira direção de longa-metragem.

## Lançamento
Teve sua estreia em 22 de outubro de 2017, durante a Mostra Internacional de São Paulo. Em 2018 ganhou repercussão internacional, sendo selecionado para mostras exibidas no Festival de Cinema de Montreal, no Canadá; Festival de Cinema Itinerante da Língua Portuguesa, em Portugal; Chicago Latino Film Festival e Outshine Film Festival Miami, nos Estados Unidos; e, Perlen Queer Film Festival Hannover, na Alemanha.
No Brasil, foi lançado comercialmente em 17 de maio de 2018 em salas de cinema do país, contando com distribuição da empresa Elo Company.

## Recepção
No Papo de Cinema, Robledo Milani disse que o filme tem "uma narrativa turbulenta, mais pelo despreparo de quem a conta do que pelo que se percebe na trama." Em sua crítica na Folha de Pernambuco, Juliana Costa avaliou com a nota de cotação "bom".